# Mézières (Ardennes)
Mézières is een plaats en voormalige gemeente in het Franse departement Ardennes in de regio Grand Est. De plaats ligt aan de Maas, een kilometer ten zuiden van Charleville waarmee het de gemeente Charleville-Mézières vormt.
Mézières is een voormalige grensstad die ontstond als handelscentrum en evolueerde vanaf de 16e eeuw als vestigstad.

## Geschiedenis

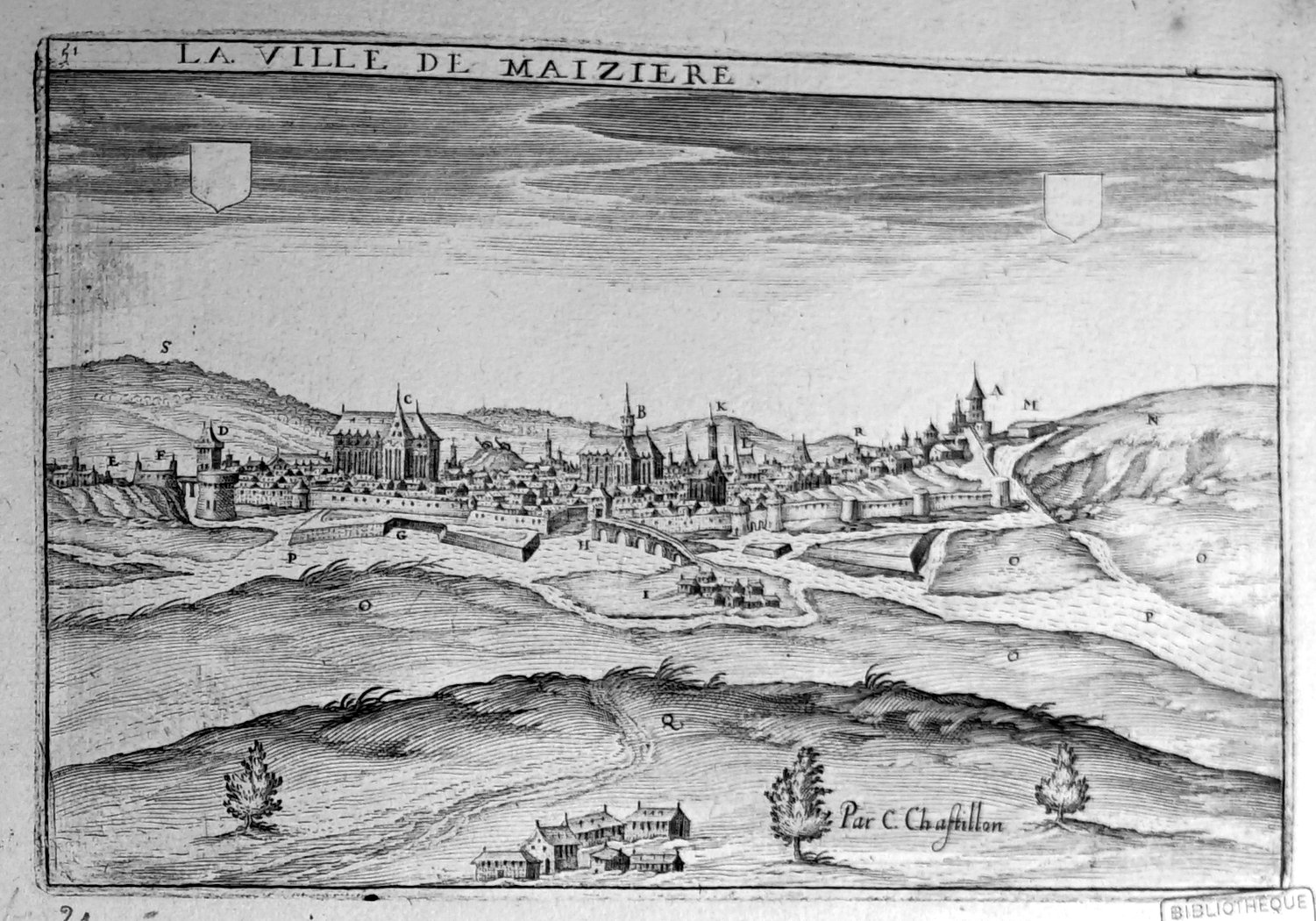
Mézières rond 1600

De plaats was in de Gallo-Romeinse tijd bekend als Maceriae. In de middeleeuwen werd Mézières een belangrijk economisch centrum. Het ontwikkelde zich vanaf de 10e eeuw in een bocht van de Maas op de oude baan tussen Reims en Keulen en dreef handel met Vlaanderen, Champagne en Bourgondië. Vanaf de 16e eeuw werd de stad ook op militair gebied belangrijker. De stad werd in 1521 vruchteloos belegerd door het leger van keizer Karel V. Daarna werden op bevel van koning Frans I van Frankrijk de al bestaande vestingwerken gemoderniseerd en er werd een garnizoen gelegerd in de stad. In 1570 huwde Karel IX van Frankrijk in de basiliek Notre-Dame-d'Espérance met Elisabeth van Oostenrijk. 
In de 19e eeuw kwam er industrie in de Mézières. De stad leed schade door bombardementen, zowel in de Frans-Duitse Oorlog (1870), de Eerste Wereldoorlog als de Tweede Wereldoorlog. Mézières was vanaf 16 november 1870 volledig omsingeld door een Pruisisch leger. Na de val van Montmédy op 14 december, werd de daar gebruikte zware artillerie verplaatst naar Mézières. Na 30 uren van intensieve bombardementen diende de stad zich over te geven: de Pruisen deden er op 7 januari 1871 hun intrede. Tijdens de Eerste Wereldoorlog was het hele departement bezet door de Duitsers. De Duitse generale staf was gevestigd in Mézières. In 1947 werd het 3e genieregiment gelegerd in Mézières.
Op 1 januari 1965 werd de gemeente Le Theux opgenomen in de Mézières. Op 1 oktober 1966 fuseerde Mézières met Charleville, Étion, Mohon en Montcy-Saint-Pierre tot de gemeente Charleville-Mézières. 

## Bezienswaardigheden
De stad ligt ingebed tussen de Maas. Van de vestingwerken zijn de 16e-eeuwse torens Tour Milard en Tour du Roy bewaard gebleven. Achter de oude vestingmuur staat de basiliek Notre-Dame d'Espérance (1499-1615). De kerk is laatgotisch met renaissance-elementen. De toren is 19e-eeuws. De kerk heeft opvallende 20e-eeuwse glasramen. Op het Square Bayard staat het standbeeld van ridder Bayard, die de stad in 1521 zou hebben gered. Langsheen de Promenade de Dülmen staan huizen van gegoede burgers. 
Na de verwoestingen van de Eerste Wereldoorlog werd de stad heropgebouwd. Opvallende exponent van deze wederopbouw is het stadhuis uit 1933 in neorenaissancestijl.

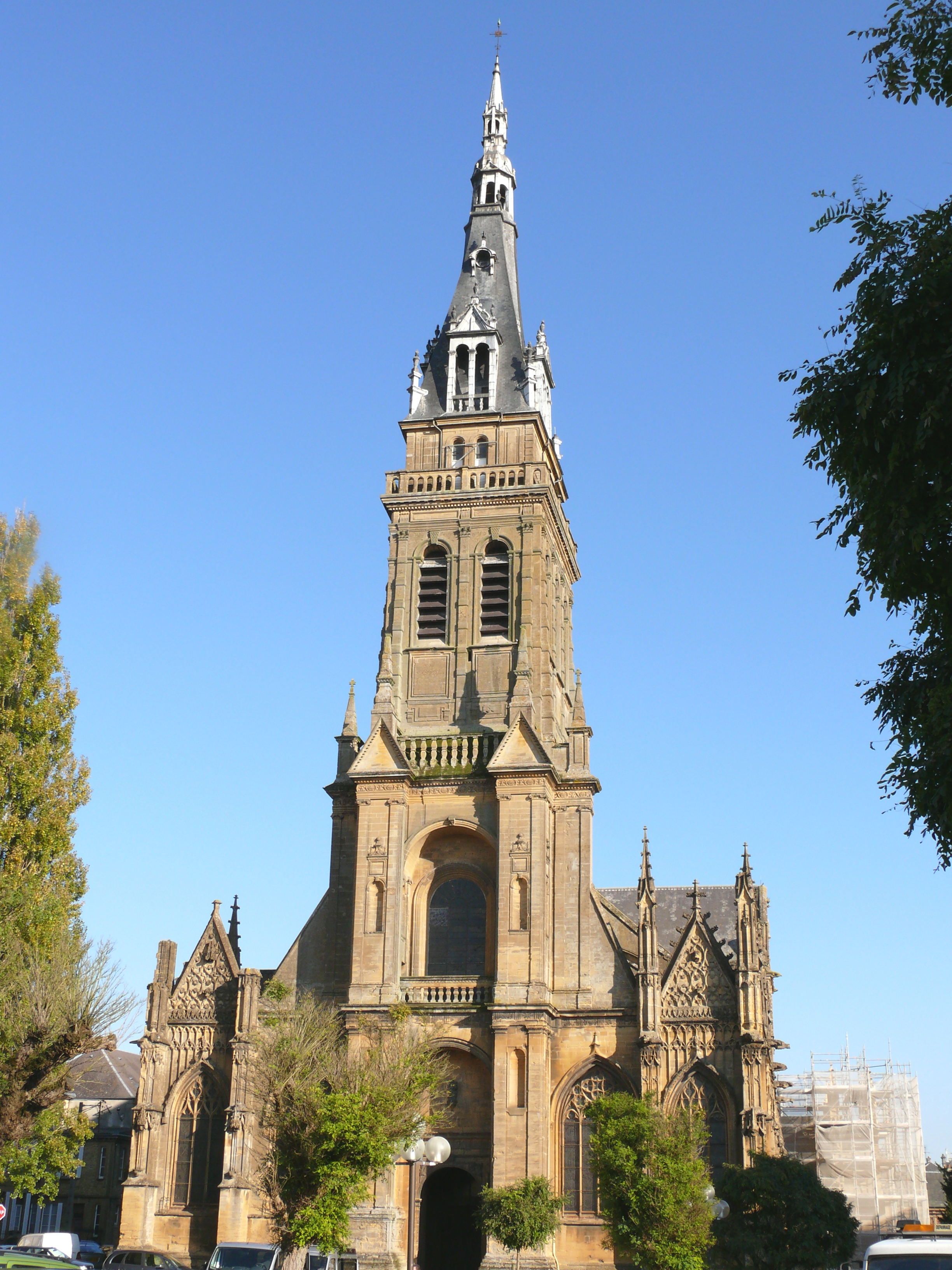
Basiliek Notre-Dame d'Espérance
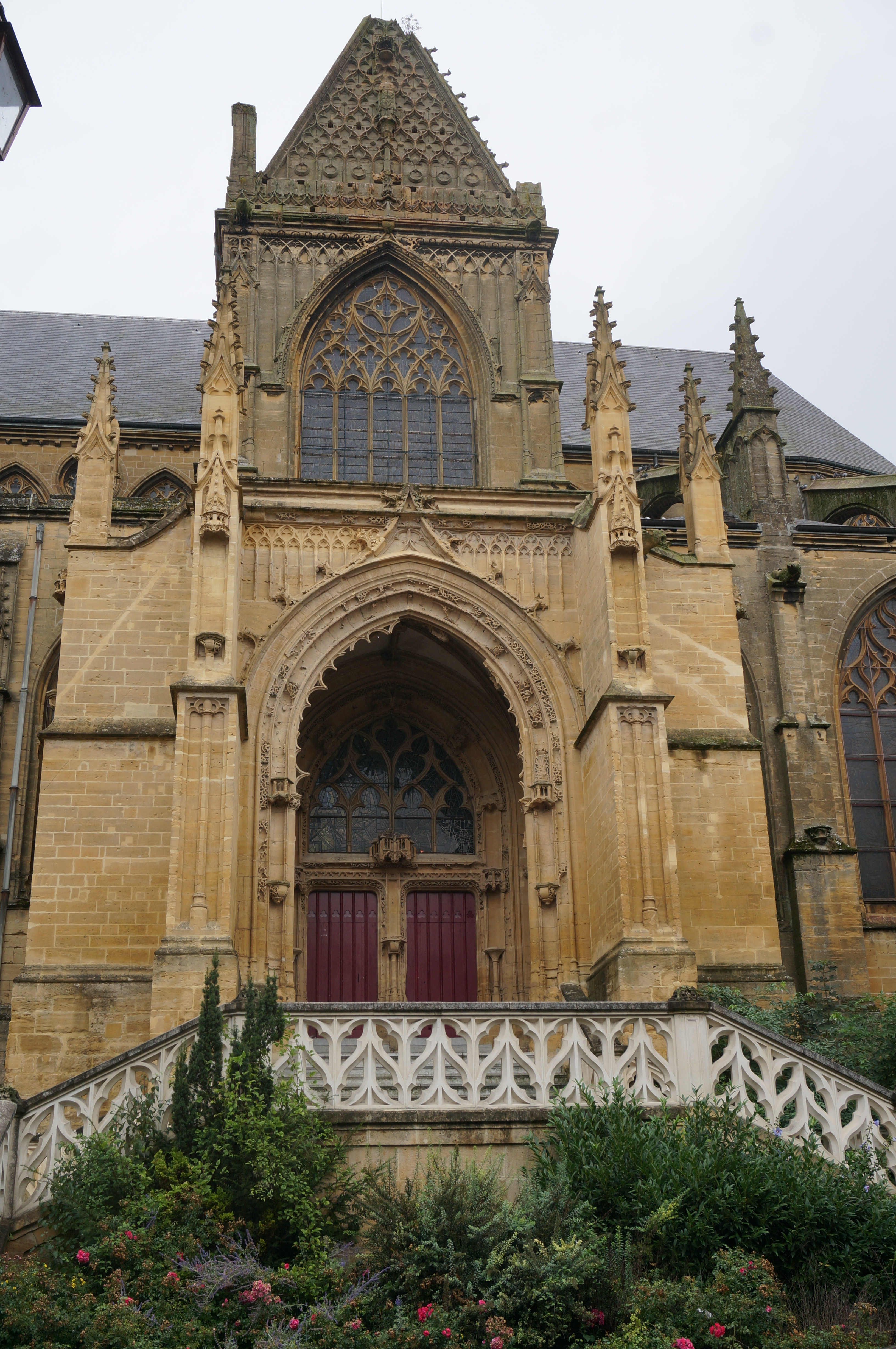
Zuidportaal van de basiliek
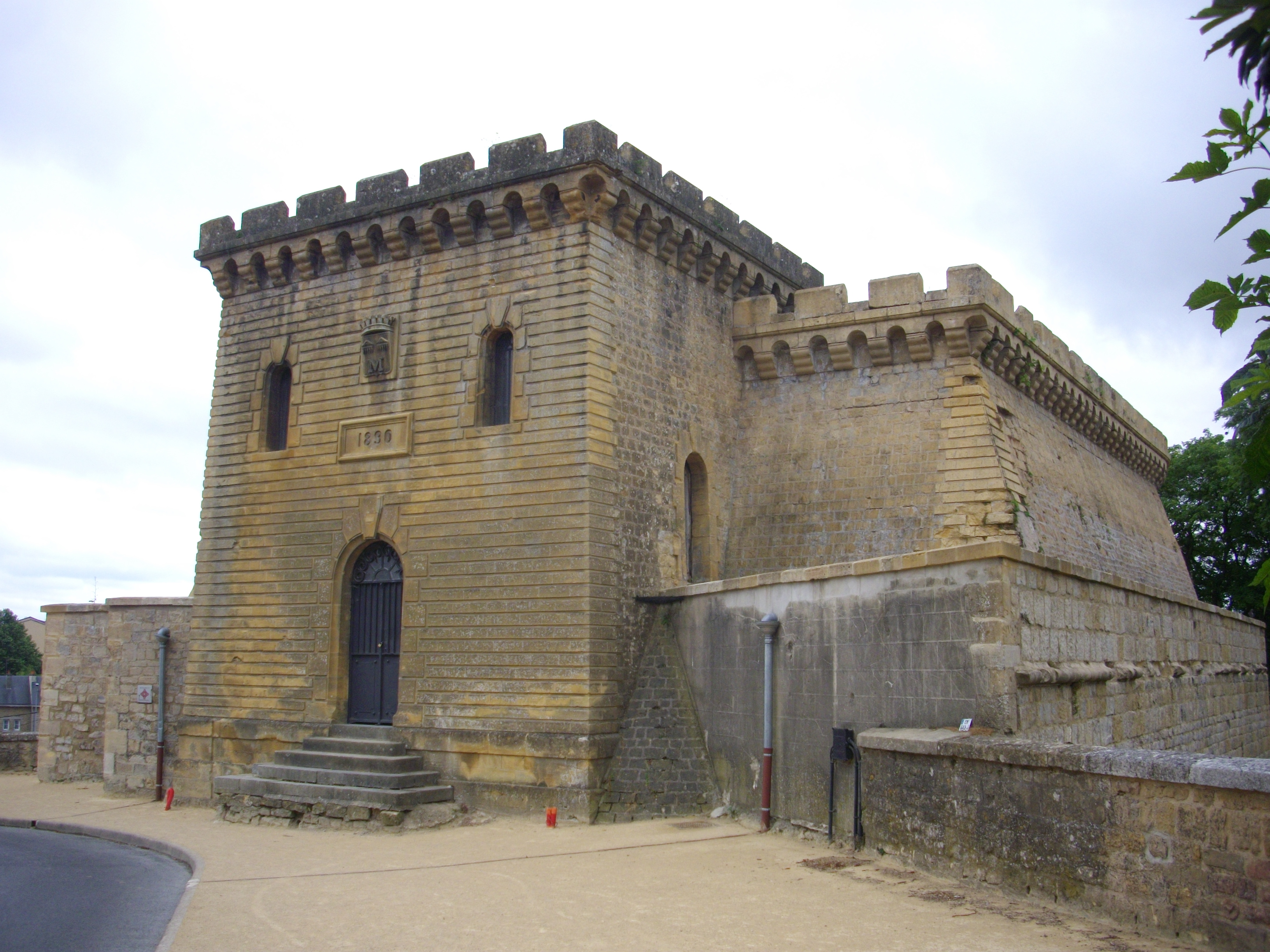
Tour du Roy
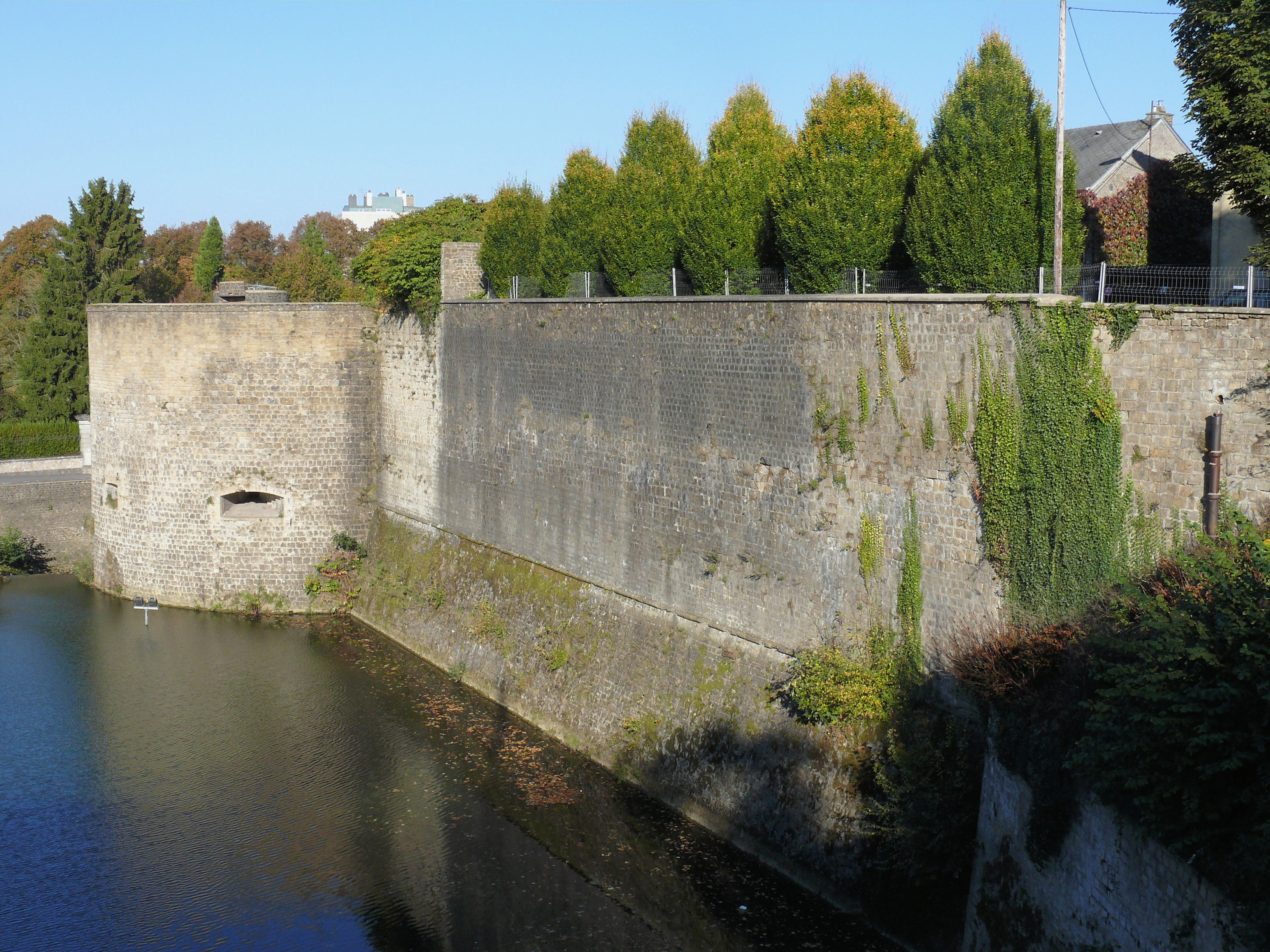
Tour Milard
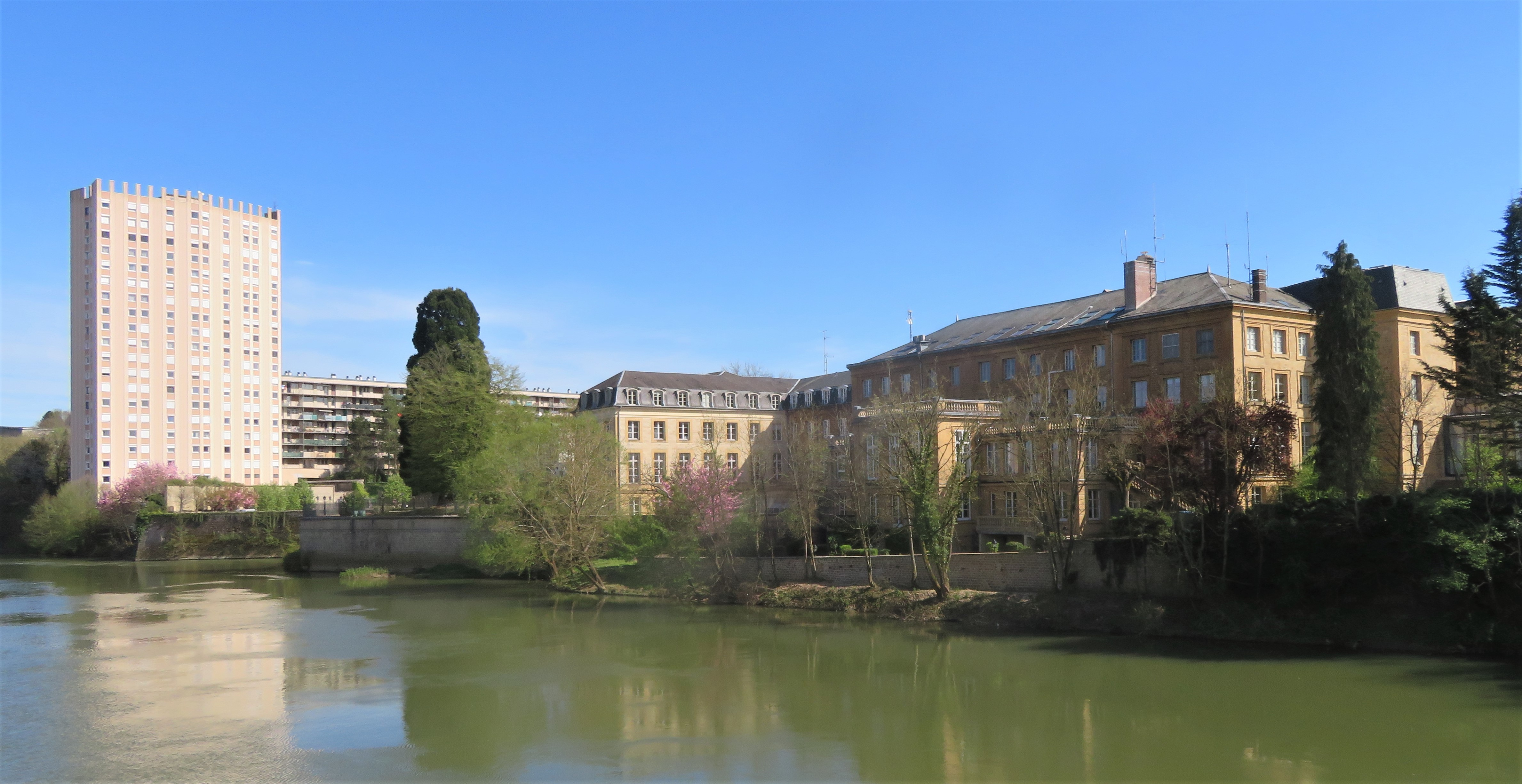
Vestingwerken en gebouw van de prefectuur
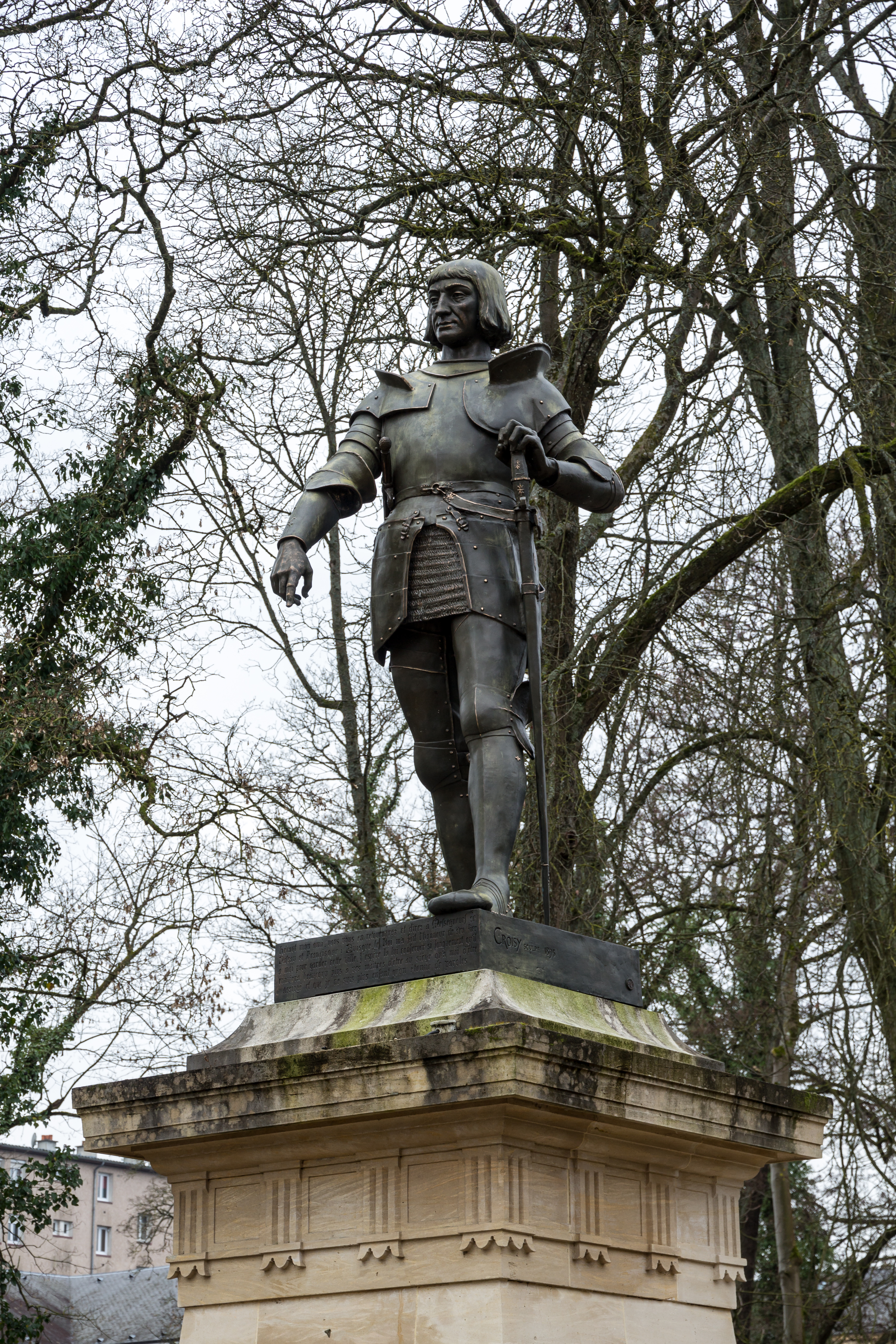
Standbeeld van de ridder Bayard

Charleville · Étion · Mézières · Mohon · Montcy-Saint-Pierre · Le Theux